# Chisocheton penduliflorus
Chisocheton penduliflorus là một loài thực vật có hoa trong họ Meliaceae. Loài này được Planch. ex Hiern mô tả khoa học đầu tiên năm 1875.